# Kamini Kaushal
Kamini Kaushal (Lahore, 16 de enero o 24 de febrero de 1927), nacida Uma Kashyap, es una actriz india que trabajó en películas y televisión hindi. Destaca por sus papeles en películas como Neecha Nagar (1946), que ganó la Palma de Oro en el Festival de Cine de Cannes en 1946 y en la película Biraj Bahu (1954), que le valió el premio Filmfare a la mejor actriz en 1956.
Interpretó a la heroína principal en películas de 1946 a 1963, y sus actuaciones en Do Bhai (1947), Shaheed (1948), Nadiya Ke Paar (1948), Ziddi (1948), Shabnam (1949), Paras (1949), Namoona. (1949), Arzoo (1950), Jhanjar (1953), Aabroo (1956), Bade Sarkar (1957), Jailor (1958), Night Club (1958) y Godaan (1963) se consideran las mejores de su carrera. Interpretó multitud de personajes desde 1963 y fue aclamada por la crítica por su actuación en Shaheed (1965). Apareció en tres de las películas de Rajesh Khanna, a saber, Do Raaste (1969), Prem Nagar (1974), Maha Chor (1976), en Anhonee (1973) con Sanjeev Kumar y en ocho películas con Manoj Kumar, a saber, Shaheed, Upkar (1967), Purab Aur Paschim(1970), Shor (1972), Roti Kapda Aur Makaan (1974), Sanyasi (1975), Dus Numbri (1976) y Santosh (1989). En la década de 2010, interpretó papeles secundarios breves pero elogiados en la comedia de acción Chennai Express (2013) y en el drama romántico Kabir Singh (2019), que se encuentran entre las películas indias más taquilleras, ganando el premio Screen a la mejor actriz de reparto y una nominación al premio Filmfare a la mejor actriz de reparto por esta última.

## Trayectoria
Kamini Kaushal nació en Lahore. Es la menor de dos hermanos y tres hermanas. Es hija del Prof. Shiv Ram Kashyap, profesor de botánica de la Universidad de Punjab en Lahore, India británica (actual Pakistán), y solía tener una casa en el área de Chaubarji de Lahore. El profesor Kashyap es considerado como el padre de la botánica india y descubrió seis especies de plantas. Ella tenía sólo siete años cuando su padre murió el 26 de noviembre de 1934. Se licenció (con honores) en literatura inglesa en el Government College de Lahore. Su primera oportunidad para actuar en películas llegó a través de Chetan Anand en 1946 con Neetha Nagar.
Hablando de su adolescencia, dijo en una entrevista: "No tenía tiempo para tonterías. No tenía ningún enamoramiento. Estaba ocupada nadando, montando a caballo, patinando y haciendo obras radiofónicas en Akashwani, por las que me pagaban 10 rupias". Cuando su hermana mayor murió en un accidente de coche, dejando dos hijas, Kaushal tuvo que casarse con su cuñado, B.S. Sood, en 1948. Se instaló en Bombay, donde su marido era ingeniero jefe del Bombay Port Trust. Las hijas de su hermana mayor son Kumkum Somani y Kavita Sahni. Kumkum Somani ha escrito un libro para niños sobre la filosofía de Gandhi y Kavita Sahni es artista. Kamini tuvo tres hijos después de 1955, Rahul, Vidur y Shravan. Hablando de su adolescencia, dijo en una entrevista: "No tenía tiempo para tonterías. No tenía ningún enamoramiento. Estaba ocupada nadando, montando a caballo, patinando y haciendo obras radiofónicas en Akashwani, por las que me pagaban 10 rupias". Cuando su hermana mayor murió en un accidente de coche, dejando dos hijas, Kaushal tuvo que casarse con su cuñado, B.S. Sood, en 1948. Se instaló en Bombay, donde su marido era ingeniero jefe del Bombay Port Trust. Las hijas de su hermana mayor son Kumkum Somani y Kavita Sahni. Kumkum Somani ha escrito un libro para niños sobre la filosofía de Gandhi y Kavita Sahni es artista. Kamini tuvo tres hijos después de 1955, Rahul, Vidur y Shravan. n una entrevista: "No tenía tiempo para perder el tiempo. No estaba enamorada de nadie. Estaba ocupada nadando, montando, patinando y haciendo obras de radio en Akashwani, por lo que me pagaban 10 rupias". Cuando su hermana mayor murió en un accidente automovilístico, dejando dos hijas, Kaushal tuvo que casarse con su cuñado, BS Sood, en 1948. Se instaló en Bombay, donde su marido era ingeniero jefe en Bombay Port Trust. Las hijas de su hermana mayor son Kumkum Somani y Kavita Sahni. Kumkum Somani ha escrito un libro para niños sobre la filosofía de Gandhi y Kavita Sahni es artista. Kamini tuvo tres hijos después de 1955, Rahul, Vidur y Shravan.
Hablando de su adolescencia, dijo en una entrevista: "No tenía tiempo para tonterías. No me gustaba nadie. Estaba ocupada nadando, montando a caballo, patinando y haciendo obras radiofónicas en Akashwani, por las que me pagaban 10 rupias". Cuando su hermana mayor murió en un accidente de coche, dejando dos hijas, Kaushal tuvo que casarse con su cuñado, B.S. Sood, en 1948. Se instaló en Bombay, donde su marido era ingeniero jefe del Bombay Port Trust. Kamini tuvo tres hijos después de 1955, Rahul, Vidur y Shravan.
En la década de 1950, la pareja vivía en una espaciosa casa señorial "Gateside" en Mazagaón, que BPT asignó a su marido.

## Carrera
Kamini había sido actriz de teatro en Delhi durante su época universitaria entre 1942 a 1945. Trabajó como artista infantil de radio con el nombre de "Uma" en Lahore antes de la partición, entre 1937 a 1940. Sobre si quería ser actriz en su infancia, manifestó: "Vengo de una familia muy intelectual. Mi padre, SR Kashyap, era profesor en el Government College, Lahore y presidente del Congreso de Ciencias. Había escrito unos 50 libros sobre botánica. Al crecer, nuestra familia se concentraba más en el conocimiento, pero él nunca nos disuadió de hacer cualquier cosa que quisiéramos, siempre que fuera positiva". Aunque no soñaba con unirse a la industria cinematográfica mientras estaba en la universidad, era fanática del actor Ashok Kumar: "Íbamos a actuar para el fondo de ayuda de guerra en la universidad. Ashok Kumar y Leela Chitins eran los principales invitados. Después del espectáculo fuimos a verlo. Pensé en divertirnos un poco. Mientras él hablaba, a los estudiantes, le tiré del pelo por detrás."
Chetan Anand le dio el papel de heroína principal en su película Neetha Nagar, que ella interpretó antes de casarse y fue estrenada en 1946. Sobre el cambio de nombre artístico de Uma a Kamini señaló: "La esposa de Chetan, Uma Anand, también era parte de la película. Como me llamo Uma, él quería un nombre diferente para mí. Le pedí que me diera un nombre que comenzara con 'K' para que coincidiera con los de mis hijas Kumkum y Kavita". Ganó un premio en el Festival de Cine de Montreal por su actuación en su primera película. "Ravi Shankar era nuevo, no había hecho música para nadie. Era el debut de Zohra Segal. Uma Anand (la esposa de Chetan) estaba con nosotros en la universidad, estábamos juntos. Chetan había estado enseñando en The Doon School y llegó hasta mí a través de mi hermano".
Después de Neetha Nagar, regresó a Lahore, pero comenzaron a llegar ofertas, por lo que solía volvía a filmar desde Lahore. Tras su repentino matrimonio en 1947, se instaló en Bombay con su marido. Fue la primera heroína principal en continuar trabajando como tal después de su matrimonio. Kamini fue una de las primeras heroínas con educación superior del cine hindi. Aprendió Bharatnatyam en Sri Rajarajeswari Bharata Natya Kala Mandir de Mumbai, donde enseñaba Guru TK Mahalingam Pillai, decano entre los nattuvanars. Desde 1948, Kamini Kaushal trabajó con los principales actores de su tiempo, como Ashok Kumar, Raj Kapoor, Dev Anand, Raaj Kumar y Dilip Kumar.
En todas las películas protagonizadas por ella como heroína principal, excepto junto a Ashok Kumar, en el período de 1947 a 1955, su nombre solía aparecer en los créditos antes del del héroe principal. La pareja que formaba junto a Dilip Kumar fue popular entre el público con éxitos de taquilla como Shaheed (1948), Pugree, Nadiya Ke Paar (1949), Shabnam (1949) y Arzoo (1950)). La popularidad como actriz aumentó con Do Bhai (1947) de Filmistan, ayudada por las canciones de Geeta Roy como "Mera sundar sapna", que, por cierto, se rodó en una sola toma. Kamini formó pareja junto a Dev Anand en su primer éxito, la producción Ziddi (1948) de Bombay Talkies, un romance ligero. Después siguió Namoona. Kamini jugó la tercera en discordia para la pareja Dev-Suraiya en Shayar. En el debut como director de Raj Kapoor, Aag (1948), hizo un cameo como una de sus tres heroínas, cuya relación con el héroe no fructifica. También fue protagonista con Raj Kapoor en Jail Yatra.
Kamini Kaushal fue la primera heroína principal para la que cantó Lata Mangeshkar y fue para la película Ziddi en 1948. "Lata cantó para mí en Ziddi por primera vez. Esa fue la primera vez que cantaba para la protagonista de una película. Antes de eso, había cantado para actrices en papeles secundarios. Shamshad Begum y Surinder Kaur — cuyas voces eran más bajas, solía cantar mis canciones. En los créditos musicales del disco, no se mencionaba el nombre de Lata. En cambio, sí se mencionaba que Asha cantaba las canciones; Asha era mi nombre de artista (en la película Ziddi), por qué la gente pensó que era yo la que cantaba. Los cantantes de playback, Kishore Kumar y Lata Mangeshkar, grabaron juntos su primer dúo, "Ye Kaun Aya Re", en la película Ziddi de 1948.
Entre sus otras películas famosas como heroína principal en películas entre 1946 a 1963 cabe mencionar Paras (1949), Namoona, Jhanjar, Aabru, Night Club, Jailor, Bade Sarkar, Bada Bhai, Poonam y Godaan. Kamini se convirtió en productora y firmó con el entonces ídolo matinal Ashok Kumar en Poonam and Night Club. Hizo papeles alegres en Chalis Baba Ek Chor (1954) y también papeles serios de género trágico en Aas, Ansoo y Jailor. En Jailor (1958), dirigida por Sohrab Modi, Kamini su interpretación como la esposa de Modi, empujada al adulterio por la despiadada tiranía del marido, ponía la piel de gallina. Trilok Jetley, que adoptó la famosa historia de Premchand, Godaan, a la pantalla, suspendió su película mientras Kamini estaba embarazada de su segundo hijo, porque quería aprovechar la suavidad de su voz. Pandit Ravi Shankar compuso la banda sonora tanto de su primera (Neetha Nagar en 1946) como de su última (Godaan en 1963) películas como heroína.
En 1965, pasó a interpretar otros personajes en una película llamada Shaheed. Hizo la transición de interpretar papeles de heroína principal a papeles secundarios con mucha facilidad. Sus actuaciones fueron apreciadas en Waris, Vishwas, Yakeen, Aadmi Aur Insaan, Uphaar, Qaid, Bhanwar, Tangewala y Heeralaal Pannalaal. Como secundaria, participó en siete películas de Manoj Kumar: Shaheed, Upkar, Purab Aur Paschim, Sanyasi, Shor, Roti Kapda Aur Makaan, Dus Numbari y Santosh (1989). Kaushal ha tenido una larga trayectoria en películas con estrenos hasta 2014. Sorprendió al público al interpretar con aplomo a una vampira mercenaria en la película Anhonee (1973). Kamini Kaushal interpretó a la madre de Rajesh Khanna en Prem Nagar en 1974 y en Maha Chor en 1976, y como cuñada de Khanna en Do Raaste.
Dilip Kumar, en su biografía, admitió su atracción por ella mientras actuaban juntos en películas, pero Kamini le rechazó su propuesta porque ya estaba casada. Dilip dice que ella fue su primer amor.  Kamini habló en una entrevista sobre esto: "Ambos estábamos destrozados. Éramos muy felices el uno con el otro. Compartimos una gran relación. ¿Pero qué hacer? Así es la vida. No puedo dejar a la gente y decir: 'Ya basta,' ¡Me voy!' Me había hecho cargo de las niñas. No podría aparecer ante mi hermana. Mi marido, un excelente ser humano, entendió por qué sucedió. Todo el mundo se enamora".
Hizo un popular espectáculo de marionetas transmitido en el canal nacional de la época, "Doordarshan", que duró un año (1989 a 1991), y fue la primera serie infantil de este tipo en hindi. Se dedicó a escribir cuentos para niños. Sus historias solían publicarse en la revista infantil Paraag, presentando las travesuras de 'Bunty', 'Chotbhai' y 'Motabhai', todos ellos basados libremente en su propio hijo y sus primos contemporáneos. Incursionó en la televisión haciendo series como Chand Sitare en Doordarshan. En 1986, Kaushal hizo una película de animación, Meri Pari.
Apareció en  The Jewel in the Crown, La joya de la corona (1984), una popular serie de televisión británica, como la tía Shalini.
Kaushal trabajó en la popular serie Shanno Ki Shaadi, en StarPlus. Interpretó a Bebe, la abuela de Shanno, la protagonista principal interpretada por Divya Dutta. También actuó en la serie de televisión Waqt Ki Raftaar (DD National) de Sri Adhikari Brothers.
"Yo, junto con unas pocas heroínas indias como Saroja Devi, Bhanumathi Ramakrishna, Sowcar Janaki, Mala Sinha, Moushumi Chatterjee, Padmini y Sharmila Tagore, fuimos de las pocas que se casaron temprano y tuvieron éxito en la industria cinematográfica incluso después de nuestros matrimonios y llevamos una vida matrimonial feliz".

## Premios
- 1956: Filmfare Award for Best Actress: Biraj Bahu
- 1964: BFJA Awards for Best Supporting Actress (Hindi): Shaheed
- 2011: Kalakar Awards: Lifetime Achievement Award
- 2013: Kalpana Chawla Excellence Award[14]
- 2015: Filmfare Lifetime Achievement Award[15]
- 2015: 100 Women (BBC)[16][17]
- 2020: Screen Award for Best Supporting Actress: Kabir Singh
- 2020: Filmfare Award for Best Supporting Actress: Kabir Singh (nominated)